# Tkanina frotte

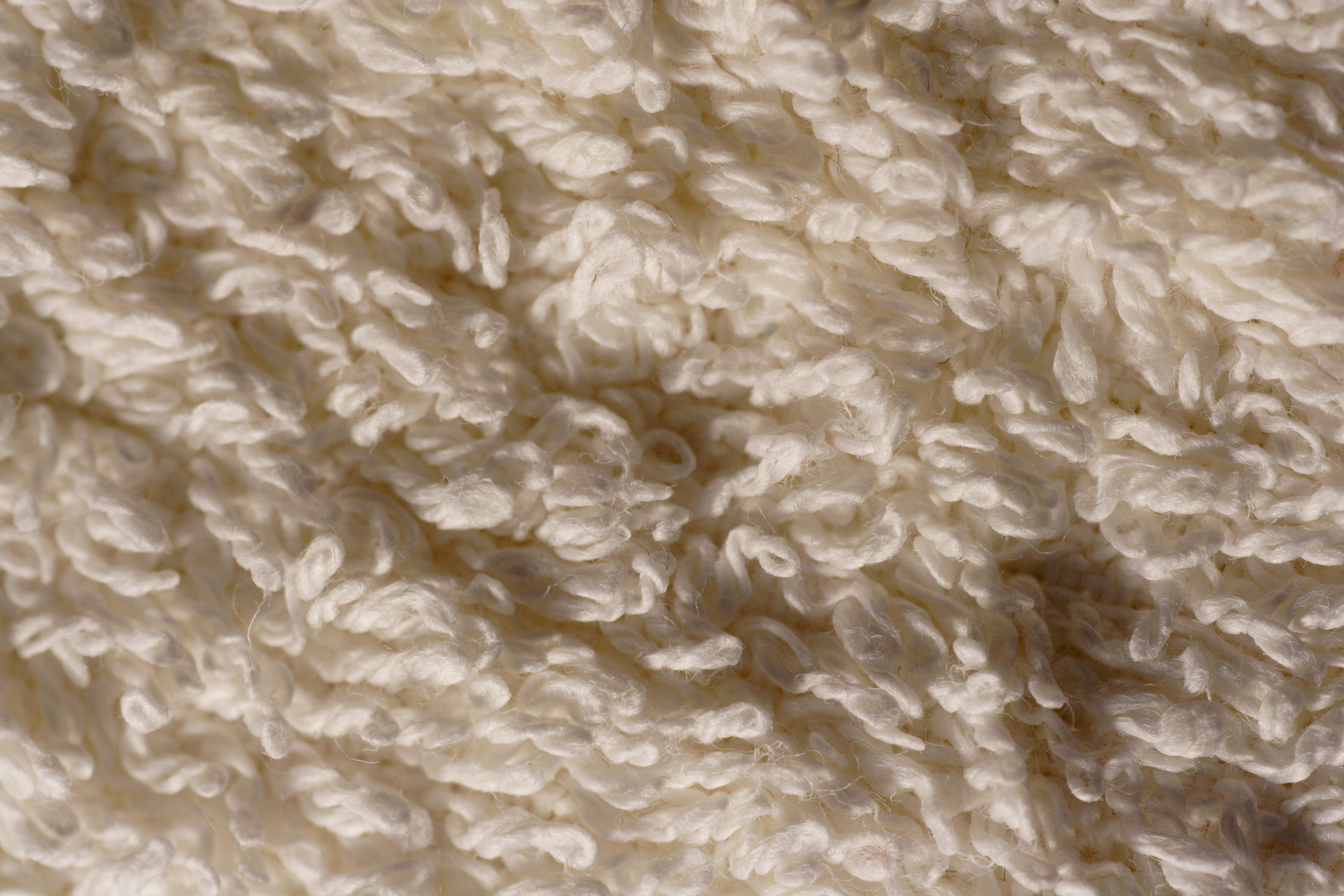
Tkanina frotte

Frotte – tkanina z okrywą pętelkową, wytwarzana na specjalnych krosnach. Tkanina tworzona jest z dwóch osnów, podstawowej i pętelkowej, oraz wątku. Osnowa podstawowa tworząca strukturę tkaniny jest wykonana z bardzo mocnej, gładkiej przędzy i jest mocno naprężona. Osnowa pętelkowa natomiast jest wykonana z przędzy miękkiej, puszystej, chłonnej i elastycznej. W trakcie tkania minimalnie naprężona.
Technika tkania polega na wprowadzaniu grup (trzech, czterech lub pięciu) wątków, w odległości kilku milimetrów od krawędzi tkaniny, a następnie dosunięciu całej grupy do krawędzi. W trakcie tego zabiegu z lekko naprężonej osnowy pętelkowej powstaje okrywa pętelkowa. W zależności od układu pokryć osnowowych w grupie, pętelki tworzone są na górnej, dolnej lub obu powierzchniach tkaniny.

Przykłady splotów tkanin frotte

Tkaniny frotte wytwarzane są na krosnach z mechanizmami nicielnicowymi lub maszynami żakarda, dodatkowo wyposażonymi w mechanizm zmieniający skok bidła. W zależności od tego, czy tkanina jest trzy-, cztero- czy pięciowątkowa, bidło wykonuje dwa, trzy lub cztery krótkie skoki i jeden długi. Ten cykl jest powtarzany. Krótkie skoki tworzą grupę wątków, która zaciska osnowę pętelkową. Długi skok powoduje przesunięcie całej grupy do krawędzi tkaniny. Po mocno naprężonej osnowie podstawowej cała grupa przesuwa się swobodnie, ale lekko naprężona osnowa pętelkowa, zaciśnięta między grupą wątków, zostaje sfalowana i tworzy pętelkę.
Sploty tkackie stosowane do tworzenia tkanin frotte to trzy-, cztero- lub pięcionitkowe osnowowe odmiany splotu rypsowego. Na rysunku pokazano sploty trójwątkowych tkanin frotte z okrywą jednostronną (A) i z okrywą dwustronną (B), utworzone ze splotu rypsowego nieregularnego {\displaystyle {\tfrac {1\quad }{\quad 1}}.}
Opis rysunku:
- pokrycia osnowy podstawowej, tworzącej tkaninę – kolor czarny,
- pokrycia tworzące okrywę pętelkową na stronie prawej – kolor czerwony,
- pokrycia osnowy tworzącej okrywę strony lewej – kolor pomarańczowy.

Przekroje obok rysunków splotu pokazują sposób tworzenia pętelki jednostronnej (a) i dwustronnej (b).
Zastosowanie:
- bielizna
- bielizna pościelowa
- płaszcze kąpielowe
- ręczniki
- skarpetki